# Жан Бар

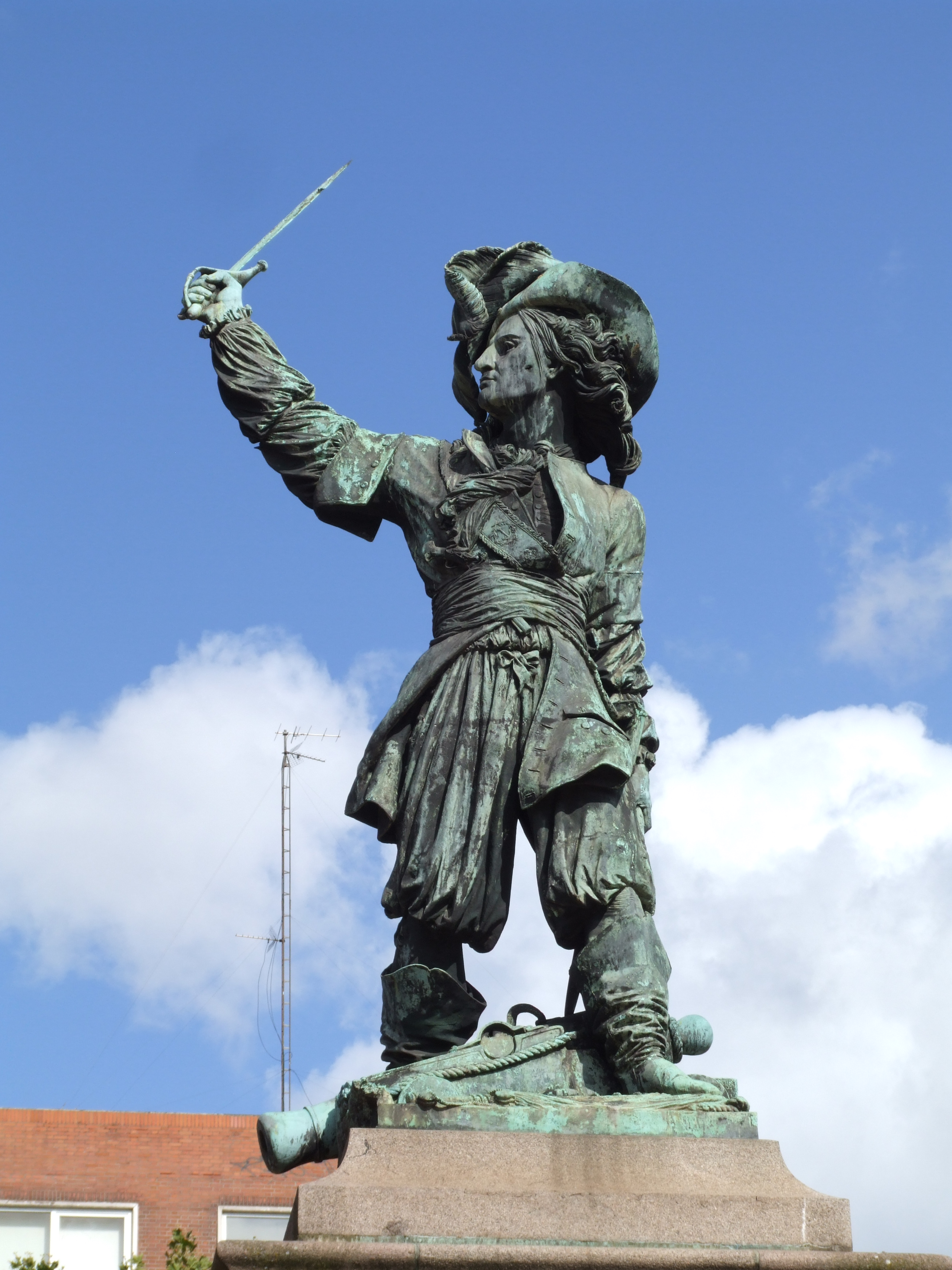
Статуя на честь Жана Бара на площі його імені в Дюнкерку.

Жан Бар (фр. Jean Bart, нідерландською Ян Барт, 21 жовтня 1650 — 27 квітня 1702) — французький адмірал.

## Життєпис

### Молоді роки
Жан Бар народився у Дюнкерку у родині спадкових рибаків та каперів Корнелія Барта та Катерини Янсен. Фламандського роду. Він з дитинства навчався морській справі у своїх родичів.
1662 року він поступає на кораблі, що займалися каперством у протоці Ла-Манш та Північному морі. З 1666 до 1672 року як матрос, а потім унтер-офіцер служив на флоті сполучених Провінцій (Нідерландів). Тут він служив під орудою відомого голландського адмірала де Рюйтера. Під час цієї служби Бар здобув необхідні знання у військовій справі. Зокрема брав участь у Другій англо-голландській війні 1665—1667 років.

### Участь у війні 1672—1678 років
З початком франко-голландської війни переходить на службу до короля Людовика XIV, у володіннях якого було рідне місто Жана Бара — Дюнкерк (з 1662 року).
Тут він почав каперську кар'єру — спочатку рульовим на судні, а з 1674 року командир корабля «Цар Давид». 2 квітня цього ж року він захопив перший голландський корабель. Надалі він захопив ще одне англійське й одне голландське судно. В цей час стан справ був такий. Англія вже не воювала з Нідерландами, які були виснажені. До того ж голландці відіслали частини свого флоту у Вест-Індію. таким чином, у них не було можливості протидіяти каперам й захищати свої води від них. У 1675 році Жан Бар очолив люгер з командою з 36 осіб та 2 гарматами. В цьому ж році він захопив 6 кораблів (або тодішнім жаргоном призів). Це сталося лише протягом 6 місяців року. Судновласник після цього доручає Бару бригантину з 10 гарматами.
У 1676 році Жан Бар захоплює 12 призів, а також голландську китобійну флотилію разом з конвоєм. Після цього бере на абордаж голландський фрегат, який захищав рибацьку флотилію, а після цього й саму флотилію (28 кораблів). За ці успіхи король Людовик XIV нагородив Жана Бара золотим ланцюгом. У 1677 році Жан захоплює 20 суден. У 1678 році він продовжував захоплювати рибацькі та торговельні судна Нідерландів. Фактично у руках Жан Бара опинилася протока Ла-Манш. Голландці вимушені були відправляти своїх купців по північному шляху навколо Британських островів. 10 серпня 1678 року закінчилася війна Франції з Голландії, водночас завершує свої дії на морі й Жан Бар.

### Участь в Орлеанській війні
У 1679 році (8 січня) за представленням міністра Кольбера Жана Бара призначили капітан-лейтенантом флоту. У 1678-1679 роках взяв участь у поході проти Алжиру. А вже у 1680 році стає капітаном 2-го рангу.
У 1689 році починається так звана Орлеанська війна, спричинена боротьбою Франції за гегемонію у Європі. Жан Бар узяв активну участь у цій війні Франції з Англією, Нідерландами та Австрією. Одразу Бар запропонував утворити ескадру з швидких, легких фрегатів з досвідченою командою для операцій проти купецьких суден у Ла-Манші, Атлантиці та Середземному морі. Проте король Людовик XIV на той час не мав достатніх ресурсів. Жану Бару доручили організувати конвой торговельного флоту у Ла-Манші. Під час цього його корабель було атаковано 2 англійськими фрегатами, й він потрапив у полон, проте вже через 2 дні Жан Бар утік з Англії й добрався до Франції. У 1690 році Бар став капітаном 1-го рангу. 10 липня цього ж року взяв участь у битві біля Бічі-Геда.
Після цього переходить у капери. Він повертається до Дюнкерка. Незабаром Дюнкерк блоковано англійським флотом на чолі із адміралом Бенбоу з 22 кораблями. Вночі Жан Бар прориває блокаду, виходить у Північне море, де захоплює транспорти, знищує риболовецьку флотилію, а після цього спустошує околиці Тейна (Шотландія).
Коли у Франції виник голод у зв'язку з блокадою її узбережжя супротивником, Жан Бар у 1694-1696 роках проводить великі вантажі зерна з Флексфйорда (Норвегія). Намагання голландського флоту перешкодити діям Бара виявилися невдалими. За цей подвиг Людовик XIV дарує Бару шляхетство та орден Святого Людовика, крім того на пам'ять про це наказав вибити медаль.
У 1696 році Жан Бар продовжує свої дії у Ла-Манші та Північному морі, знищує голландські фрегати, торговельні флотилії, знову приводить транспорти із зерном до Франції. У 1697 році Жан Бар отримує звання адмірала. Його призначено очільником усіх морських сил у Північному морі та Ла-Манші.

### Останні роки
Напередодні Війни за іспанську спадщину Жану Бару було доручено готувати флотилію для активних дій у Північному морі та протоці Лам-Манш. Проте 27 квітня 1702 року він раптово помер у Дюнкерку.

## Тактика Жана Бара
Підійти до супротивника, або дати йому наблизитися майже впритул, не відповідаючи вогнем. Після цього раптово покласти на борт, дати сальву всім бортом з гармат, зачепитися бушпритом та такелажем за ванти ворога, легти вдовж борту та негайно перескочити  з командою на палубу ворожого корабля.
Сам Жан Бар йшов на чолі своїх людей й мав на меті захопити ворожого капітана та оволодіти верхньою палубою, як слід усім кораблем.

## Родина
1 Дружина — Ніколь Готьє (1659—1682)
Діти:
- Франсуа-Корнель (1677—1750)
- Ганна-Ніколь (1680-д/н)
- Жанна-Ніколь (1681-д/н)

2. Жаклін Тугге
Діти:
- Жанна-Марія (1690-д/н)
- Мадлен (1691)
- Жан-Луї (1693—1696)
- Поль (1694)
- Франсуаза (1696)
- Мадлен-Марія (1697-д/н)
- Антуан (1698)
- Марія-Франсуаза (1701-д\н)
- Марія (1702)